# Новополтавський
46°52′35″ пн. ш. 39°08′26″ сх. д. / 46.876256° пн. ш. 39.140486° сх. д.
Новополтавський — селище в Азовському районі Ростовської області. Входить до складу Кугейського сільського поселення.

## Географія
Розташований в 45 км (по дорогах) на південний захід від районного центру — міста Азова.

### Вулиці
- пров. Степовий;
- пров. Шкільний;
- пров. Садовий;
- пер. Ювілейний;
- пров. Гагаріна;
- пров. Комарова;
- вул. Нова;
- вул. Жовтнева;
- вул. Першотравнева;
- вул. Радянська.

## Історія
У 1987 р. указом ПВС РРФСР селищу першого відділення присвоєно найменування Новополтавський.

## Населення
| Чисельність населення | 1989 | 2002  | 2010  |
| --------------------- | ---- | ----- | ----- |
|                       | 1038 | ↘1036 | ↘1022 |